# Saint-Jérôme
Pour les articles homonymes, voir Saint-Jérôme (homonymie) et Jérôme.
Saint-Jérôme est une ville canadienne du Québec, chef-lieu de la MRC de La Rivière-du-Nord, dans la région des Laurentides. Elle a été créée en 2002 à la suite de la fusion des villes de Bellefeuille, Lafontaine, Saint-Antoine et de l'ancienne ville de Saint-Jérôme.
Elle est située à environ 45 km au nord-ouest de Montréal. Ses habitants sont les Jérômiens et les Jérômiennes. Saint-Jérôme se retrouve présentement au 14e rang des villes au Québec pour ce qui est de la population, avec plus de 80 000 habitants. Elle est la plus grande municipalité de la région des Laurentides pour ce qui est de la population. Ville de services, Saint-Jérôme se trouve à être le siège de plusieurs organismes gouvernementaux pour la région des Laurentides et compte également des institutions d'enseignement supérieur et artistique au centre-ville.

## Toponymie
Deux hypothèses sont avancées quant à l'origine du nom de la ville :
- La plus répandue est celle selon laquelle la ville porte le nom de Saint-Jérôme, Jérôme de Stridon, en latin Eusebius Sophronius Hieronymus, surtout connu pour sa traduction de la Bible en latin, la Vulgate. Né en Dalmatie (actuelle Croatie) en 341 et mort à Bethléem en 420, on raconte qu’il apprivoisa un lion qui l’accompagnait ensuite partout où il allait. Considéré comme un père de l'Église par les chrétiens et reconnu docteur de l’Église pour lui avoir donné la Vulgate (première traduction intégrale des Saintes Écritures en latin), saint Jérôme fut souvent représenté tenant la crosse d’un cardinal et accompagné d’un lion. Ces symboles se retrouvent aujourd'hui sur les armoiries officielles de la ville;
- L'autre hypothèse évoque un des premiers résidents de la région, mais son histoire est très peu certaine.

## Géographie
Saint-Jérôme est édifiée au pied des montagnes des Laurentides et est traversée par la rivière du Nord. Cette dernière comporte 4 îles principales, de l'amont vers l'aval : l'île des Frères, l'île Perrault, l'île Idéale (auparavant nommée Langlois) et l'île Longpré. Seules les îles Perrault et Idéale sont urbanisées. En 2016, 15 % du territoire de Saint-Jérôme était agricole.  

## Histoire

### Seigneurie et paroisse initiale
Le territoire où se trouve aujourd'hui Saint-Jérôme est concédé en 1752 par le gouverneur La Jonquière et l'intendant Bigot à Eustache Lambert Dumont, seigneur des Mille-Îles, sous le nom de seigneurie de l'Augmentation-des-Mille-Îles. En 1789, le seigneur Eustache-Louis Lambert Dumont, fils du précédent, y fait arpenter les premières terres. Une centaine de terrains sont concédés dans la partie sud du fief entre 1790 et 1807. Vers 1800, le seigneur fait construire un moulin à farine et un moulin à scie sur la rivière du Nord, dans ce qui allait devenir le centre-ville de Saint-Jérôme.
En 1807, à la mort d’Eustache-Louis Lambert Dumont, la seigneurie de l'Augmentation-des-Mille-Îles est partagée entre ses deux enfants encore vivants : Nicolas-Eustache obtient deux tiers du fief et en devient le seigneur primitif, et Louise-Angélique, épouse d'Antoine Lefebvre Bellefeuille, obtient le tiers restant. En 1810, Nicolas-Eustache Lambert Dumont établit un pied-à-terre au bord de la rivière du Nord, quelques kilomètres en aval des moulins, près de l'actuelle rue de la Chapelle à Mirabel. Quelques colons s'installent à proximité, dont Casimir Thétard de Montigny, considéré comme le fondateur de Saint-Jérôme,,.
Le premier lieu de culte catholique de Saint-Jérôme apparait au début du 19e siècle. C’est en 1807 que la première église de la municipalité est érigée à la demande générale dans l’ancien moulin à farine situé près de l’actuelle jonction de l’autoroute 15 et de la route 158, qui sera converti en chapelle que l’on appellera communément La Chapelle. C’est seulement le 27 juin 1821, que Mgr Lartigue, l’évêque auxiliaire de Montréal, autorisant le curé Pierre Grenier de Sainte-Anne-des-Plaines d’y célébrer la messe « quand bon lui semblera ». Elle était desservie par les prêtres de Sainte-Anne-des-Plaines. Un poste de traite des fourrures est implanté par Montigny en 1824,. au développement important de Saint-Jérôme, une demande sera entamée en 1831 dans le but d’obtenir une nouvelle église située plus au nord de la ville dans l’actuel parc Labelle en face de la Cathédrale actuelle. Il en est ainsi en raison du débit plus abondant de la rivière du Nord favorise les industries qui utilisent cette ressource tels que la Rolland. C’est en 1834 que l’on assiste à son érection canonique, sous le nom de paroisse de Saint-Jérôme.
Vers 1830, la population commence à se concentrer non pas au hameau de La Chapelle, mais plus en amont de la rivière du Nord, près des moulins. L'embryon de village, qui deviendra Saint-Jérôme, est alors appelé Dumontville, du nom de la famille seigneuriale. La paroisse catholique de Saint-Jérôme-de-la-Rivière-du-Nord est érigée canoniquement le 15 novembre 1834 par monseigneur Joseph Signay, archevêque de Québec. La même année, une boulangerie-épicerie, qui sera éventuellement convertie en hôtel, est ouverte près des moulins. En 1839, un second lieu de culte, l'église Saint-Jérôme, est inauguré pour remplacer la chapelle Saint-Jean-Chrysostome. Par contre, cette nouvelle église est érigée près de la boulangerie-épicerie et des moulins à scie et à farine, dans ce qui est aujourd'hui le parc Labelle, tout près de l'actuelle cathédrale de Saint-Jérôme. À partir de ce moment, le village de Saint-Jérôme se développe définitivement dans ce secteur.
L’année 1834 est d’ailleurs considérée depuis comme celle de la naissance officielle de Saint-Jérôme, même si son statut de municipalité civile ne s’est concrétisé qu’en 1856, avec l’élection de son premier maire, Godefroy Laviolette.La Chapelle d’origine a continué de servir de lieu de culte jusqu’en 1839, soit jusqu’à ce que la première vraie église de Saint-Jérôme soit inaugurée. Sa construction s’effectue entre 1937 et 1839 pour s’étendre sur des dimensions de 120 pieds par 49. Lorsque l’église atteint sa capacité maximum, le cimetière qui se trouvait derrière celle-ci, entre la cathédrale actuelle et l’actuel parc Labelle, est déménagé de l’autre côté de l’autoroute 15 actuelle. Pour donner suite à l’inauguration de la cathédrale actuelle 5en 1900, l’église qui se trouvait initialement en avant fermera ses portes définitivement en 1902. Pour être démolie quelques années plus tard.

### Les premières rues
La rue principale de Saint-Jérôme, qui tiendra le nom de Dumontville jusqu’en 1856, est la rue Labelle. Elle se situe dans le « Carré », secteur du village qui comprend la rue Labelle, la rue Saint-Georges, la rue Legault et la rue du Palais. Secteur reconnu pour ses activités diversifiés depuis la fin du XIXe siècle, des marchands ouvrent des boutiques, des notaires et des artisans s’établissent.
La majorité des maisons sont dressées sur la rue Labelle en bordure du côté sud de la Rivière du Nord : on y retrouve une soixantaine de maisons sur la rue Labelle, dès le milieu du XIXe siècle. D’autres noms ont été attribués à la rue Labelle, telles que la Grande rue (son nom originel), la rue Dumont, ainsi que la rue du Roy. Elle prendra son nom actuel en 1891, année qui concorde avec le décès du Curé Labelle le 4 janvier 1891.
La deuxième rue, parallèle à la rue Labelle, est  la rue Saint-Georges, en l’honneur du roi britannique George III, raison pour laquelle le nom est d’abord écrit à l’anglaise, c’est-à-dire sans ‹ s ›. La rue Saint-Georges était aussi appelée rue Jacques-Cartier.
Entre 1857 et 1877, le nombre de nouvelles rues augmente à l’intérieur du périmètre urbain. Trois artères ont vu le jour en deux décennies : la rue Desjardins (Saint-Marguerite aujourd’hui), la rue Mignonne (Saint-Ignace) et la rue Cherrier actuelle. Toujours entre 1857 et 1877, des rues déjà ouvertes ont connu un prolongement telles que : le chemin du Moulin (actuelle rue Saint-Joseph où deux ponts au-dessus de la rivière du Nord sont construits) ainsi que la rue du Cap (rue Fournier) qui se prolonge au-delà de la rue Desjardins.

### Municipalités
La municipalité de la paroisse de Saint-Jérôme voit le jour le 1er juillet 1845 par décret du gouverneur général Charles Metcalfe. Deux ans plus tard, elle est cependant abolie pour être incluse dans la vaste municipalité du comté de Terrebonne. Elle est finalement rétablie le 1er juillet 1855, tout en demeurant dans le même comté. Un an plus tard, le village de Saint-Jérôme se sépare et devient une enclave dans la municipalité de paroisse du même nom.

Le curé Labelle, Antoine Labelle ou François-Xavier-Antoine Labelle selon les sources, grand colonisateur du nord de Montréal, est responsable de l'administration pastorale de Saint-Jérôme de 1868 jusqu'à son décès, en 1891. Huit ans après son arrivée, il réussit l'énorme entreprise de faire construire un chemin de fer reliant Saint-Jérôme à Montréal. Entre autres grâce à cette avancée, on l’a surnommé « le roi du Nord, l’apôtre de la colonisation » et il passe dans l’histoire comme un géant de légende.

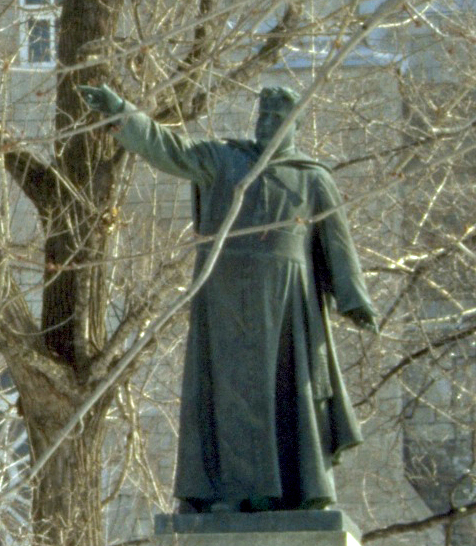
Statue du curé Labelle.

En effet, l’ouverture de routes et l’arrivée d’un chemin de fer devenaient essentielles au développement des petites communautés du Québec. Ces voies de communication pour la circulation des biens et des personnes assureraient l’établissement du commerce et de l’industrie. Le curé Labelle se fit l’ardent promoteur de l’idée d’un chemin de fer vers le Nord dès 1869, mais il ne vit apparaître la première locomotive à Saint-Jérôme qu’en 1876, et cela en partie à cause du besoin en bois de chauffage et de construction des grands centres urbains comme Montréal et Québec. La localité prenant de l'expansion, la municipalité du village de Saint-Jérôme obtient le statut de ville en 1895.

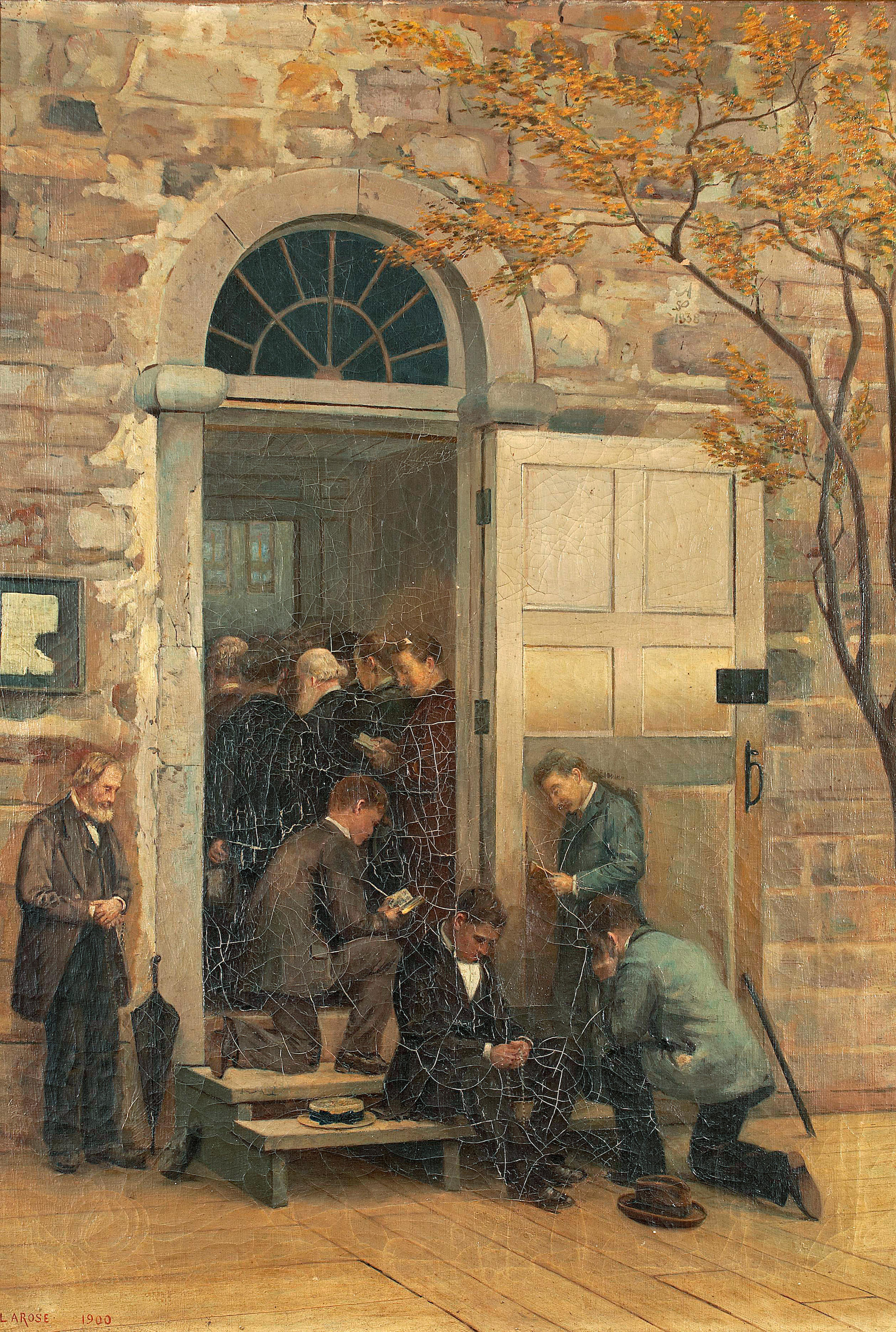
La messe à l'église (débordante de fidèles) à Saint-Jérome, par Ludger Larose, 1900

En 1909, l'extrême nord de Saint-Jérôme-Paroisse est détaché pour fusionner avec une partie de Saint-Sauveur et d'Abercrombie-Est (Saint-Hippolyte) pour former le village de Shawbridge (aujourd'hui un secteur de Prévost). Entre 1948 et 1966, l'organisation du territoire local subit plusieurs changements. Tout d'abord, la partie nord de Saint-Jérôme-Paroisse se sépare pour fusionner avec une partie de Shawbridge et de Saint-Hippolyte et ainsi former la municipalité de Lesage (aujourd'hui un autre secteur de Prévost). Par la suite, le territoire restant de Saint-Jérôme-Paroisse, en périphérie de la ville de Saint-Jérôme, se divise graduellement en trois entités distinctes : Saint-Antoine-des-Laurentides, Lafontaine et Bellefeuille. Le secteur ayant formé Lafontaine était auparavant nommé Le Cordon tandis que celui ayant formé Bellefeuille s'appelait initialement Rivière-à-Gagnon.
En 1947 est établi sur la rue Scott le premier lieu de culte protestant de la ville : la St. Andrew's United Church, affiliée à l'Église Unie du Canada,.

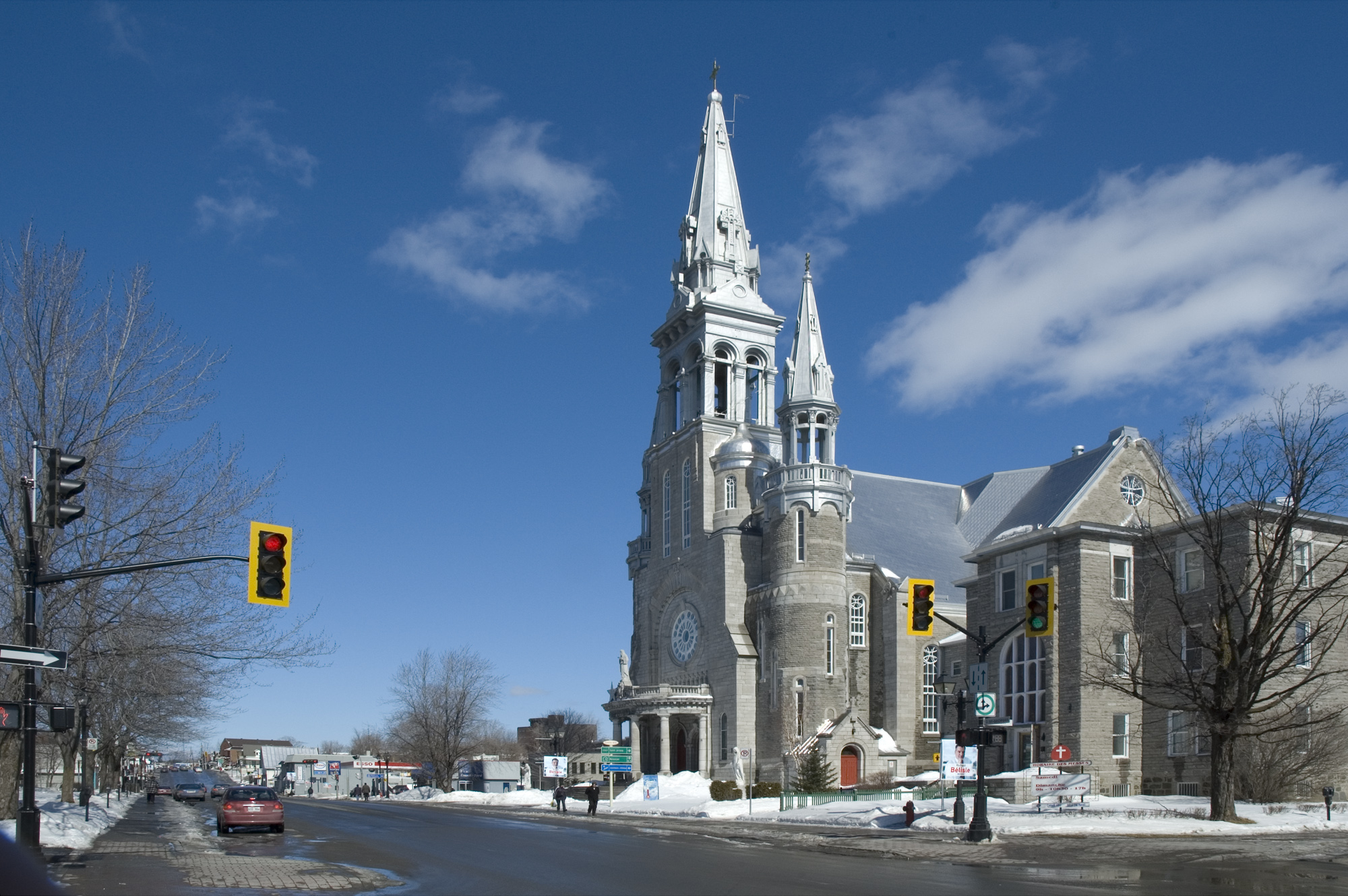
Cathédrale de Saint-Jérôme.
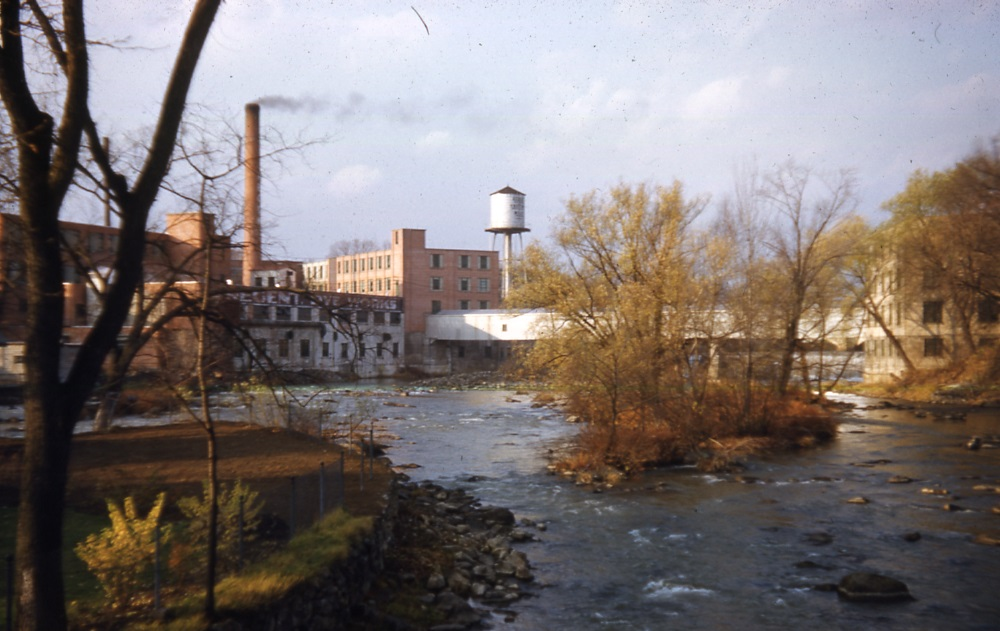
Vue de Saint-Jérôme en 1959.

### Nouvelle ville
Saint-Jérôme a été fusionnée le 1er janvier 2002 lors des réorganisations municipales québécoises. Elle est composée de quatre anciennes villes fusionnées :
- Saint-Antoine, située dans la partie sud de la Ville. Il s'agit de la première ville de banlieue s'étant développée autour de l'ancienne ville de Saint-Jérôme, dans les années 1960. Ce secteur comprend également un secteur commercial aux abords des routes 117 et 158, comprenant notamment les Galeries des Laurentides. Les villes de Mirabel et de Sainte-Sophie sont limitrophes de ce secteur.
- Bellefeuille, situé à l'ouest de l'autoroute 15, comprend de nombreux quartiers résidentiels, notamment dans le quartier Place-Citation et ruraux, comme le secteur des Lacs, ainsi que le Vieux-Bellefeuille. Les villes de Saint-Colomban, Prévost et Mirabel, ainsi que les municipalités de Mille-Isles et de Sainte-Anne-des-Lacs sont limitrophes du territoire du secteur Bellefeuille.
- Lafontaine, situé au nord-est de la Ville, débute au nord de la rue Bélanger. Depuis les années 1990, ce territoire s'est grandement développé au niveau résidentiel, disposant comme rues principales la rue Schulz, ainsi que les boulevards du Curé-Labelle, des Hauteurs et Lafontaine. Son territoire est également agricole aux frontières nord du secteur, limitrophe de Sainte-Sophie et Prévost.
- L'ancienne ville de Saint-Jérôme, de son côté, comprend le centre-ville et les quartiers centraux de Saint-Lucien, Sainte-Paule, Sainte-Marcelle et de Saint-Pierre, lesquels reprennent des noms de paroisses catholiques. L'ancienne ville a été marquée dès sa fondation par une forte population ouvrière, puisque son territoire abritait, jusqu'au milieu du XXe siècle, de nombreuses industries, dont plusieurs ont par la suite cessé leurs activités. C'est à ce moment que Saint-Jérôme se réinvente et se développe comme ville de services.

La nouvelle ville de Saint-Jérôme est alors le résultat d'une fusion des anciennes villes de Bellefeuille, Lafontaine, Saint-Jérôme (centre) et Saint-Antoine, lesquelles sont par la suite devenues des secteurs jusqu'à une nouvelle définition des limites de ceux-ci. Au moment de la fusion en 2002, le secteur centre, composé de l'ancienne ville comptait 24 583 résidents, comparativement aux secteurs Bellefeuille; 14 066, Saint-Antoine; 11 488, et Lafontaine : 9 477. En 2017, la population totale de Saint-Jérôme s'élevait à 77 334 habitants, en faisant la 14e ville au Québec en nombre d'habitants.

#### Quartiers centraux
L'ancienne Ville de Saint-Jérôme (maintenant devenu le secteur centre) comprend plusieurs quartiers, principalement des anciennes paroisses sur son territoire. Depuis la fusion municipale de 2002, ces secteurs sont considérés comme étant les « quartiers centraux » de Saint-Jérôme.
- Saint-Lucien : au nord du secteur Saint-Antoine. Comprend le pôle santé (hôpital régional), le boulevard Jean-Baptiste-Rolland Est, jusqu'à la rue Latour, au centre-ville. Se délimite vers l'ouest par la rivière du Nord.
- Sainte-Marcelle : à l'ouest de la rivière du Nord et à l'est de l'autoroute 15. Comprend le secteur commercial du boulevard du Grand-Héron, les rues Gauthier, Castonguay et Brière. Sa frontière au nord est la rue De Martigny.
- Saint-Pierre : débute au nord de la rue De Martigny, du côté ouest de la rivière du Nord, jusqu'au boulevard de La Salette, du côté est de l'autoroute 15, face au Carrefour du Nord. Comprend comme axes principaux la rue Laviolette, ainsi que les boulevards Bourassa, Grignon et Monseigneur-Dubois.
- Sainte-Paule : débute au nord de la rue De Martigny, du côté est de la rivière du Nord. Délimité à l'est par la rue Melançon et se termine au sud de la rue Bélanger, aux limites du secteur Lafontaine.
- Parent–Notre-Dame : comprend le secteur à l'est de la rue Melançon. Compte comme rues principales les rues Ouimet, Filion, Madeleine, le 3e Boulevard et le boulevard des Seigneurs-Dumont.

## Héraldique
| Par notre volonté |
| ----------------- |

| L'écu de Saint-Jérôme se blasonne ainsi : D'azur chapé d'argent au lion d'or tenant une crosse du même, accompagné en chef d'un iris versicolore et d'un pin, le tout au naturel. |

## Drapeau et armoiries

### Description
Les armoiries de la Ville de Saint-Jérôme sont d’azur chapé d’argent, à dextre un iris pourpre (du Québec), à senestre un pin de sinople tronqué de sable, et en cœur un lion d’or tenant une crosse du même armé et lampassé de gueules; elles sont soutenues de tressés d’épis de blé et de feuilles d’érable pour évoquer le curé Labelle (ces éléments figuraient dans ses armoiries), et timbrées d’une couronne muraillée des trois tours caractéristiques des villes dominantes d’une région, telles que proposées par la Société héraldique du Canada, pour indiquer son statut de capitale régionale. Elles ont été conçues et réalisées par Gleason Théberge et Ginette Robitaille, et adoptées en 1999 sous la mairie de Marc Gascon.

### La symbolique principale
Les armoiries de Saint-Jérôme évoquent principalement les divers niveaux d’appartenance de sa population à des territoires. Le Québec, qui possédait depuis 1963 un emblème floral identifié comme une fleur de lis, est ici évoqué par l’iris versicolore. En adoptant la Loi 49, le gouvernement du Québec mettait fin à la controverse et proclamait que l’iris versicolore comme emblème floral officiel du Québec. L’utilisation de ce nouvel emblème sur les armoiries de Saint-Jérôme constitue probablement une première. Les Laurentides sont parmi les quelques régions du Québec à s’être dotées d’armoiries officielles. À Saint-Jérôme, c’est le Conseil régional de développement qui, en avril 1998, a fait le choix d’utiliser sur un fond évoquant le drapeau québécois et ses quatre cantons d’azur (bleu) un pin blanc stylisé évoquant l’essence de bois jadis la plus répandue et encore très présente sur le territoire. La Ville elle-même, au centre de l’écu, est évoquée par un lion tenant une crosse épiscopale or sur fond azur. Ces éléments évoquent le patron même de la ville, saint Jérôme.
Le lion est également associé à la vigueur, au courage et à l’esprit d’initiative, valeurs dont Saint-Jérôme est pourvue, comme en témoigne son statut de ville-centre. La crosse épiscopale rappelle de plus le diocèse de Saint-Jérôme, dont l’évêché et sa cathédrale sont situés dans la ville, grâce aux efforts du curé Antoine Labelle. On notera d’ailleurs que c’est ce personnage que désignent les feuilles d’érable et le blé qui soutiennent l’écu, puisque telles étaient les armoiries qu’il s’était choisies quand il fut désigné protonotaire apostolique, en 1889.

### Autres aspects des armoiries
On peut aussi aisément identifier dans la dominance azur des armoiries de Saint-Jérôme une évocation de l’eau, celle de la rivière du Nord qui la traverse et qui lui donna autrefois ses premières ressources. On peut également voir dans l’or du lion la lumière de l’été, l’automne dans le pourpre de l’iris, le printemps dans le vert du pin et l’hiver dans l’argent du fond des deux pointes. Des tressés d’épis de blé et de feuilles d’érable figuraient dans les armoiries du curé Labelle. Enfin, la devise « Par notre volonté » est l’affirmation par les citoyens de leur foi en leurs capacités et de leur détermination à façonner leur histoire.

## Démographie
| 1991   | 1996   | 2001   | 2006   | 2011   | 2016   | 2021   |
| ------ | ------ | ------ | ------ | ------ | ------ | ------ |
| 23 384 | 23 916 | 59 614 | 63 729 | 68 456 | 74 346 | 80 213 |

### Population par secteurs (2011)

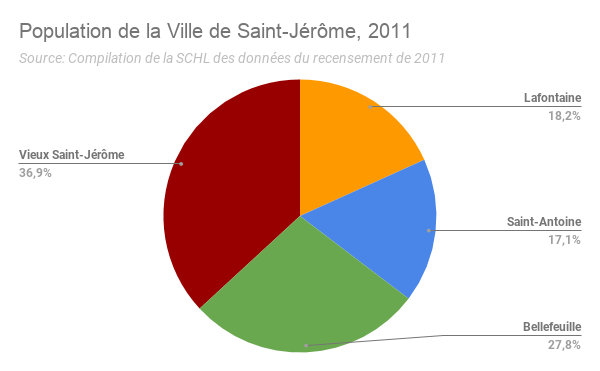
La Ville de Saint-Jérôme est composée de quatre secteurs, soit les secteurs Saint-Antoine, Lafontaine, Bellefeuille et du Vieux Saint-Jérôme (ancienne Ville).

Saint-Jérôme étant formée de quatre villes fusionnées, certains secteurs de la Ville ont davantage de poids démographique que d'autres. Selon les statistiques de la Société canadienne d'hypothèques et de logement (SCHL), qui a compilé les chiffres du recensement fédéral de 2011, l'ancienne Ville de Saint-Jérôme (vieux Saint-Jérôme) comptait 25 200 habitants (36,9 % de la population totale de la Ville), tandis que le second secteur le plus peuplé était Bellefeuille, avec 19 000 habitants (27,8 % de la population de la Ville). De son côté, le secteur Saint-Antoine ayant eu moins de développements que les autres secteurs dans la seconde moitié de la décennie 2000, est le moins peuplé des quatre avec 11 700 habitants, soit 17,1 % de la population totale de Saint-Jérôme. Finalement, le secteur Lafontaine, ayant eu une forte croissance démographique depuis la fin des années 1990, comptait maintenant plus d'habitants que le secteur Saint-Antoine, avec 12 470 habitants, soit 18,2 % de la population totale de Saint-Jérôme. La population totale de la Ville comptait en 2011 68 390 habitants.

## Administration et représentation
Les élections municipales se font par bloc et suivant un découpage en douze districts depuis 2013, mais quatorze auparavant. À l'élection de 2013, Stéphane Maher devient maire avec 38,9 % des voix et succède à Marc Gascon, qui ne s'est pas représenté. Alors que peu de membres du conseil précédent se représentent, trois équipes s'affrontent et le parti du maire obtient neuf des douze sièges. Le taux de participation était de 41,0 %. Lors des élections de 2017, l'ensemble des candidats du parti du maire Stéphane Maher sont tous élus, faisant face à peu d'opposition.
| Poste                                      | Prénom, nom           | Parti politique     |
| ------------------------------------------ | --------------------- | ------------------- |
| Mairie                                     | Marc Bourcier         | Avenir Saint-Jérôme |
| District 1- Saint-Pierre- Chutes Wilson    | Ronald Raymond        | Avenir Saint-Jérôme |
| District 2- Lafontaine- Les Hauteurs       | Stéphane Joyal        | Avenir Saint-Jérôme |
| District 3- Lafontaine- Schulz             | Jacques Bouchard      | Mouvement Jérômien  |
| District 4- Saint-Jérôme Est- Lac Jérôme   | Dominic Boyer         | Avenir Saint-Jérôme |
| District 5- Sainte-Paule                   | Carla Pierre-Paul     | Avenir Saint-Jérôme |
| District 6- Centre-Ville - Saint-Lucien    | Jean Jr Désormeaux    | Avenir Saint-Jérôme |
| District 7- Saint-Antoine Est              | Michel Gagnon         | Avenir Saint-Jérôme |
| District 8- Vieux Saint-Antoine            | Marc-Antoine Lachance | Mouvement Jérômien  |
| District 9- Sainte-Marcelle                | André Marion          | Avenir Saint-Jérôme |
| District 10- Bellefeuille - Lamontagne     | Mario Fauteux         | Avenir Saint-Jérôme |
| District 11- Bellefeuille - Place-Citation | Martin Pigeon         | Avenir Saint-Jérôme |
| District 12- Vieux-Bellefeuille–Jérôbelle  | Nathalie Lasalle      | Avenir Saint-Jérôme |

| Saint-Jérôme Maires depuis 2001                                                                                      |                       |                                             |          |
| Élection | Maire                 | Qualité                                     | Résultat |
| 2001 | Marc Gascon           |                                             | Voir     |
| 2005 | Marc Gascon           | Voir                                        |          |
| 2009 | Marc Gascon           | Voir                                        |          |
| 2013 | Stéphane Maher        |                                             | Voir     |
| 2017 | Stéphane Maher        | Voir                                        |          |
| n/d | Sophie St-Gelais      |                                             | Voir     |
| n/d | Janice Bélair-Rolland |                                             | Voir     |
| 2021 | Marc Bourcier         | Député péquiste de Saint-Jérôme (2016-2018) | Voir     |
| Élection partielle en italique Depuis 2005, les élections sont simultanées dans toutes les municipalités québécoises |                       |                                             |          |

À l'Assemblée nationale du Québec, Saint-Jérôme fait partie de la circonscription électorale de Saint-Jérôme et est représentée par le député Youri Chassin de la Coalition avenir Québec.
À la Chambre des communes du Canada, les Jérômiens sont représentés par le député du Bloc québécois Rhéal Fortin de la circonscription de Rivière-du-Nord. Au Sénat du Canada, la population de la ville est représentée par le sénateur conservateur Claude Carignan de la division de Mille-Isles,.

## Enseignement
Saint-Jérôme compte sur son territoire plusieurs institutions d'enseignement, allant de l'école primaire jusqu'à l'université. Le Centre de services scolaire de la Rivière-du-Nord (CSSRDN) chapeaute le service francophone public sur le territoire de Saint-Jérôme. On y compte 17 écoles préscolaires-primaires, six écoles secondaires, un centre de formation générale aux adultes ainsi qu'un centre de formation professionnelle. Plusieurs programmes sont offerts dans les écoles du CSSRDN, dont le programme du Baccalauréat international à l'École polyvalente Saint-Jérôme. La ville dispose également d'une école publique anglophone, administrée par le Centre de services scolaire Sir-Wilfrid-Laurier, soit l'école primaire Laurentia. Établissement privé, l'Académie Lafontaine figure également parmi les établissements d'enseignement de niveaux préscolaire-primaire et secondaire de Saint-Jérôme.
Au niveau de l'enseignement supérieur, le Cégep de Saint-Jérôme est une institution collégiale présente depuis 50 ans au centre-ville. En date de l'automne 2015, le collège compte plus de 5 000 étudiants au campus de Saint-Jérôme. La plus vieille aile de l'établissement, l'aile A, a été construite en 1929 et était occupée par les Sœurs de Sainte-Anne, qui dirigeaient l'école normale. Le collège est depuis les dernières années en croissance et une nouvelle aile a été construite parallèlement à la rue du Palais. Au centre-ville, on trouve aussi le campus de l'Université du Québec en Outaouais (UQO). Il a été inauguré le 22 janvier 2010 et succède au Centre d'études universitaires des Laurentides de l'UQO. En 2015, l'Université compte environ 2 500 étudiants à son campus jérômien. Tout comme le cégep, l'UQO est en croissance et prévoit la construction d'un nouveau pavillon dans le centre-ville.

## Histoire de l'éducation
Plusieurs écoles ont vu le jour à Saint-Jérôme, telles que la vieille école des garçons, la petite école du Cordon, le couvent des sœurs de Sainte-Anne, l’école Saint-Joseph, le collège commercial de Saint-Jérôme et l’école du rang Sainte-Marguerite. À Saint-Jérôme, cette première vieille école pour les garçons aurait été construite vers 1843 sur la rue Julie. Avant 1863, l’instituteur se nommait Saint-Michel et à partir de 1863, c’était un couple Monsieur et Madame Green dont les prénoms sont inconnus. Monsieur Green enseignait aux plus vieux et Mme Green enseignait la lecture et l’écriture aux plus jeunes. En 1923, l’école est transformée en maison à logements.
Dans les premières écoles, les enseignantes s’occupaient d’une vingtaine d’élèves. Les élèves étaient souvent tous dans la même classe, malgré leur niveau de scolarité différent. En 1897, à l’école du rang de Sainte-Marguerite, les institutrices Marie-Louise et Corinne Clavel étaient payées 125$ par année, sans savoir si leur contrat allait être renouvelé. À la petite école du Cordon, les enseignantes logeaient à l’école dans une petite pièce chauffée au bois, sans électricité ni toilette à l’intérieur. Les enfants n’ont pas de transport scolaire, ils doivent parcourir matin et soir plusieurs kilomètres en empruntant des chemins peu définis. Très souvent, ils doivent rester dormir à l’école dans des espaces aménagés pour cela, pendant l’hiver. À Saint-Jérôme, les enfants apprenaient le catéchisme, les prières, la lecture, l’écriture, la grammaire, la composition française, l’arithmétique, l’histoire du Canada et la géographie. Cependant, rares étaient les enfants qui terminaient leur primaire. Les plus vieux étaient retirés pour participer aux travaux de la ferme ou au ménage. Après la Deuxième Guerre mondiale, pendant l’année scolaire, les jeunes de 11e et 12e années avaient de l’entrainement physique et l’apprentissage du maniement des armes donné par les Frères des écoles chrétiennes qui avaient mis sur pied un corps de cadets à leur juvénat de Saint-Jérôme. L’éducation était majoritairement offerte aux élites, mais cela travaillait aussi à relever le niveau d’instruction de la classe populaire.
Dans Les Laurentides, plus de 40% des habitants ont un diplôme post-secondaire.
Un collège, le Cégep de Saint-Jérôme, a été construit plus tard. Un des objectifs était de stimuler la vie économique de la ville et rehausser le niveau de vie sociale et culturelle.

## Santé

### CISSS des Laurentides

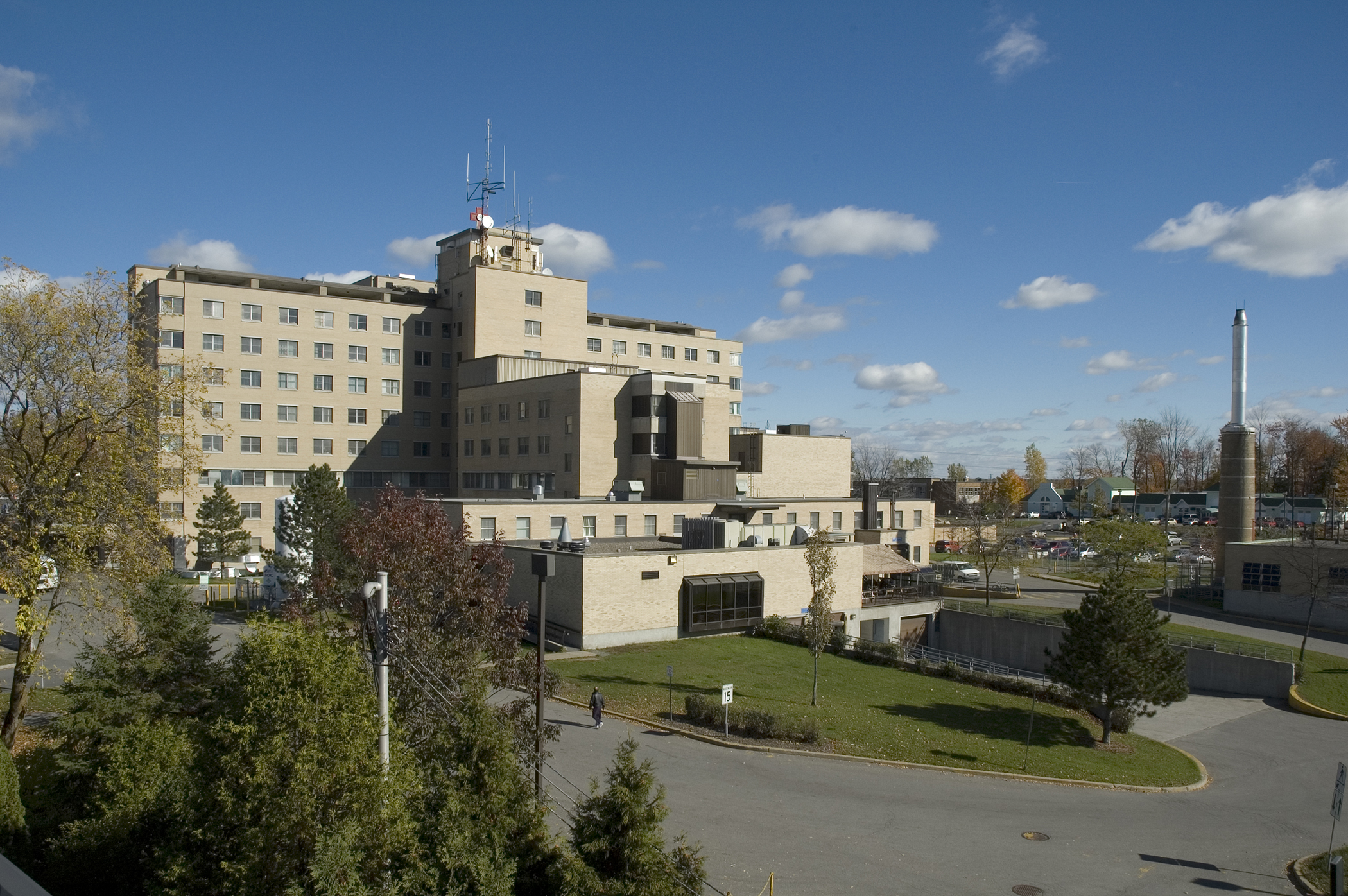
Hôpital régional de Saint-Jérôme.

Issu de la fusion des différents centres de santé et de services sociaux (CSSS) de la région des Laurentides, le Centre intégré de santé et de services sociaux (CISSS) des Laurentides gère l'Hôpital régional de Saint-Jérôme, haut de 7 étages, avec tous les soins de techniques de pointe. L'hôpital ayant une vocation régionale, il rayonne dans toutes les Laurentides.
Créé depuis le 1er avril 2015, le CISSS des Laurentides est le fruit du regroupement de 12 établissements, dont les CSSS, le centre jeunesse et les centres de réadaptation de la région.
Le CISSS des Laurentides dispose d'un budget d'environ 1 milliard de dollars et est réparti en 80 installations situées sur un territoire de 20 000 km2. Il compte plus de 13 500 employés et plus de 1 000 médecins qui offrent des soins et services en santé à une population de 595 000 personnes.

### Projets
La Ville de Saint-Jérôme a comme projet de développer davantage de services santé autour de l'Hôpital régional de Saint-Jérôme afin de créer un « pôle santé ».

## Transports

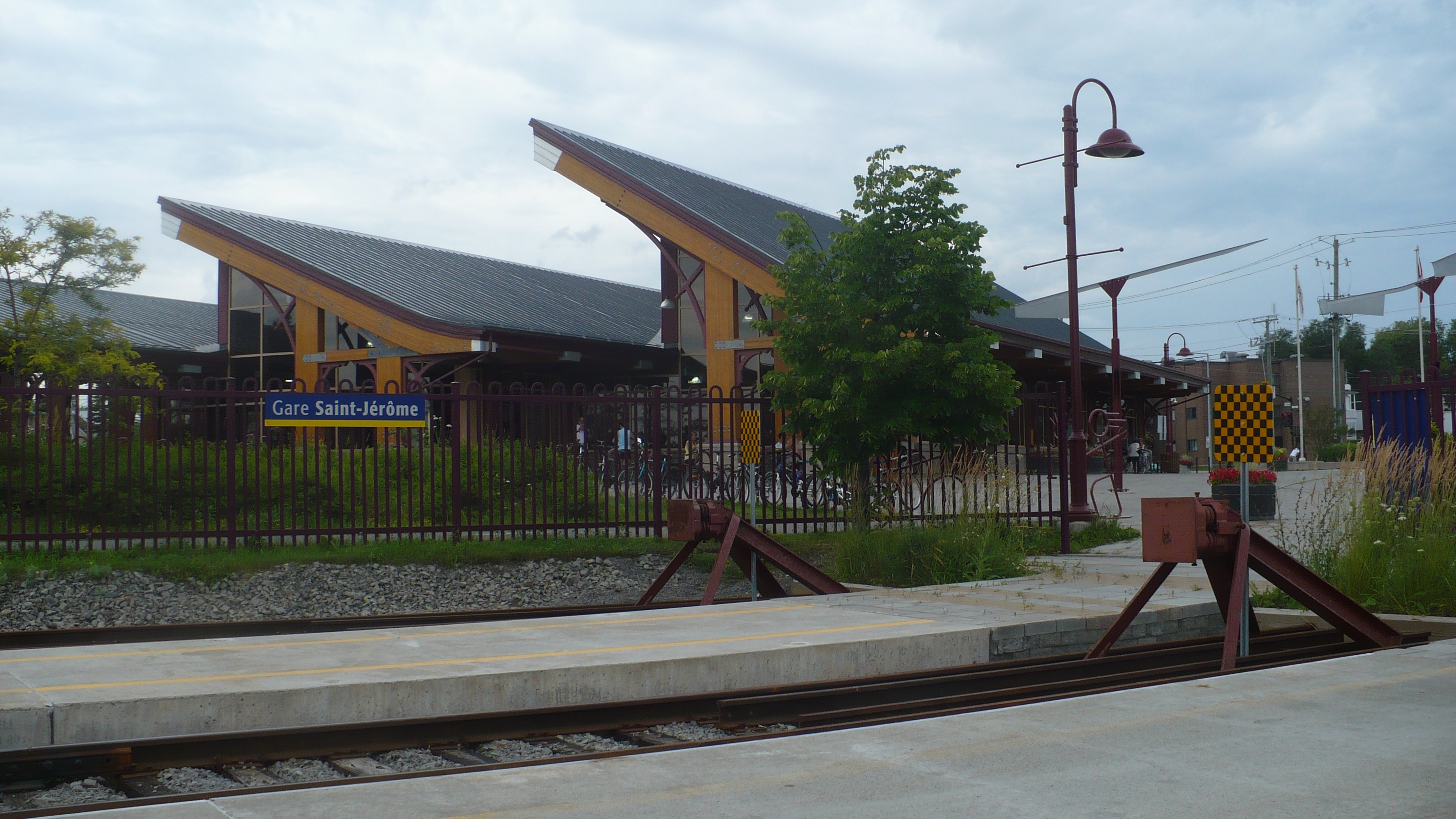
Gare Saint-Jérôme.

La gare Saint-Jérôme donne accès aux autobus naviguant à l'intérieur et à l'extérieur de la ville ainsi qu'à une liaison ferroviaire de train de banlieue. Des autocars vers Montréal au sud et Mont-Tremblant et l'Abitibi-Témiscamingue au nord y font aussi escale.

### Réseau routier
Saint-Jérôme est très bien desservie par le réseau routier québécois. L'autoroute 15 constitue l'épine dorsale du réseau routier de la ville, qu'elle relie, entre autres, avec Montréal. Elle traverse la municipalité du nord au sud, en passant à l'ouest du centre-ville. 4 échangeurs permettent de relier l'autoroute 15 à Saint-Jérôme, soit les sorties 39 (route 158, boulevard Lachapelle, secteur Saint-Antoine), 41 (boulevard du Grand-Héron), 43 (rue De Martigny, centre-ville) et 45 (boulevard de La Salette, secteur Bellefeuille, vers la route 117). Elle possède 3 voies dans chaque direction alors qu'elle traverse la ville, et la limite de vitesse est de 100 km/h.
La route 117 est aussi dans l'axe nord-sud et est l'une des principales artères commerciales de Saint-Jérôme. Dans le secteur Saint-Antoine, elle se nomme le boulevard des Laurentides. Dans le centre de la ville, la route emprunte la rue De Montigny, la rue Saint-Georges ainsi que la rue Labelle, plus petites. Plus au nord, dans le secteur Lafontaine, vers Prévost, la route 117 passe par le boulevard du Curé-Labelle.
La route 158 traverse le secteur Saint-Antoine dans l'axe est-ouest. Elle porte deux noms dépendant de l'endroit, soit le boulevard Lachapelle et le boulevard Saint-Antoine. Elle est l'artère routière la plus achalandée puisqu'elle donne accès vers l'est à la municipalité de Sainte-Sophie, qui en pleine croissance elle aussi. La route se rend à l'ouest vers Lachute et à l'est vers Joliette.

### Accès
Saint-Jérôme est situé à exactement 62 kilomètres de route de Montréal (40 kilomètres de l'île), et à 44 kilomètres de Sainte-Agathe-des-Monts, villes qui sont accessibles par l'autoroute 15. Saint-Jérôme est aussi située à 15 kilomètres de Saint-Sauveur et à 164 kilomètres de Gatineau, cette dernière étant accessible par l'autoroute 50, qui débute sur l'autoroute 15, à environ 10 kilomètres au sud de la ville.

### Transport collectif

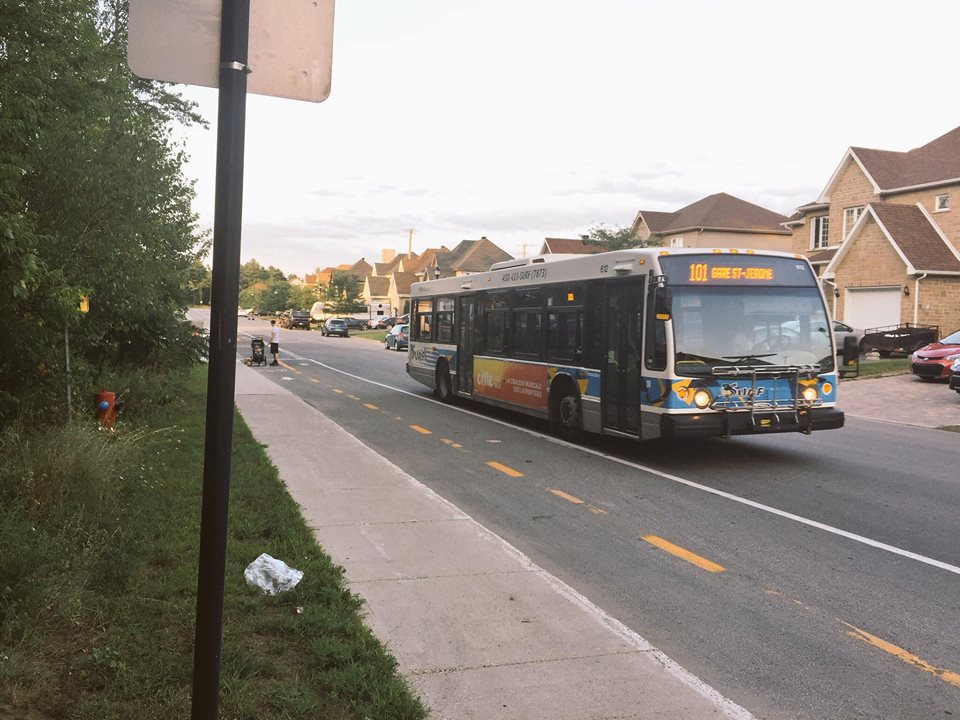
Un autobus circulant sur la rue André-Prévost, dans le secteur Saint-Antoine, ayant comme destination la gare Saint-Jérôme.

Saint-Jérôme compte sur son territoire la ligne de train de banlieue Exo 2 - Saint-Jérôme, qui mène jusqu'au centre-ville de Montréal, en direction sud. La gare Saint-Jérôme est la tête de ligne de ce réseau. La ville est desservie en autobus par Exo Laurentides, anciennement le Conseil inter-municipal de transport des Laurentides (CITL). Ceux-ci desservent l'ensemble des secteurs de la ville vers la gare.
- Ligne 9 : route 117 (sud vers la station de métro Montmorency à Laval, nord au boulevard Lafontaine);
- Ligne 100 : secteur centre (domaine Parent, Notre-Dame et Sainte-Paule);
- Ligne 101: secteur Saint-Antoine;
- Ligne 102 : secteur Lafontaine (Schulz);
- Ligne 103 : secteur centre (Sainte-Marcelle/Brière et Saint-Pierre);
- Ligne 105 : secteurs centre et Bellefeuille (Saint-Pierre, Place-Citation, Jérobelle et Lac-Claude);
- Ligne 107 : secteur Bellefeuille (boulevard Jean-Baptiste-Rolland, boulevard du Grand-Héron et parc industriel).

La municipalité a également mis en place un service de navettes gratuites reliant le stationnement de l'aréna Rivière-du-Nord jusqu'aux campus du Cégep de Saint-Jérôme et de l'Université du Québec en Outaouais.
D'autres circuits d'autobus existent également, notamment l'Inter des Laurentides, reliant le centre-ville de Saint-Jérôme jusqu'à Mont-Tremblant, en passant par des municipalités comme Prévost, Saint-Sauveur, Sainte-Adèle, Val-David et Sainte-Agathe-des-Monts.
En direction de Saint-Lin–Laurentides, le circuit 35 du Conseil régional de transport de Lanaudière a comme lieu de départ la gare Saint-Jérôme. Il fait sur son chemin quelques arrêts dans la municipalité voisine de Sainte-Sophie.
Également, un circuit d'autobus de la MRC d'Argenteuil se rend à la gare Saint-Jérôme.
Des taxibus sont aussi offerts vers les secteurs les plus éloignés de Saint-Jérôme, comme le circuit 104 vers différents quartiers du secteur Bellefeuille, le circuit 106 au nord du secteur Lafontaine et dans le quartier des Chutes-Wilson. Ce service est également disponible vers les villes limitrophes de Saint-Jérôme, soit Mirabel (secteur Saint-Canut), Saint-Colomban, Sainte-Sophie, Saint-Hippolyte et Prévost.

## Économie

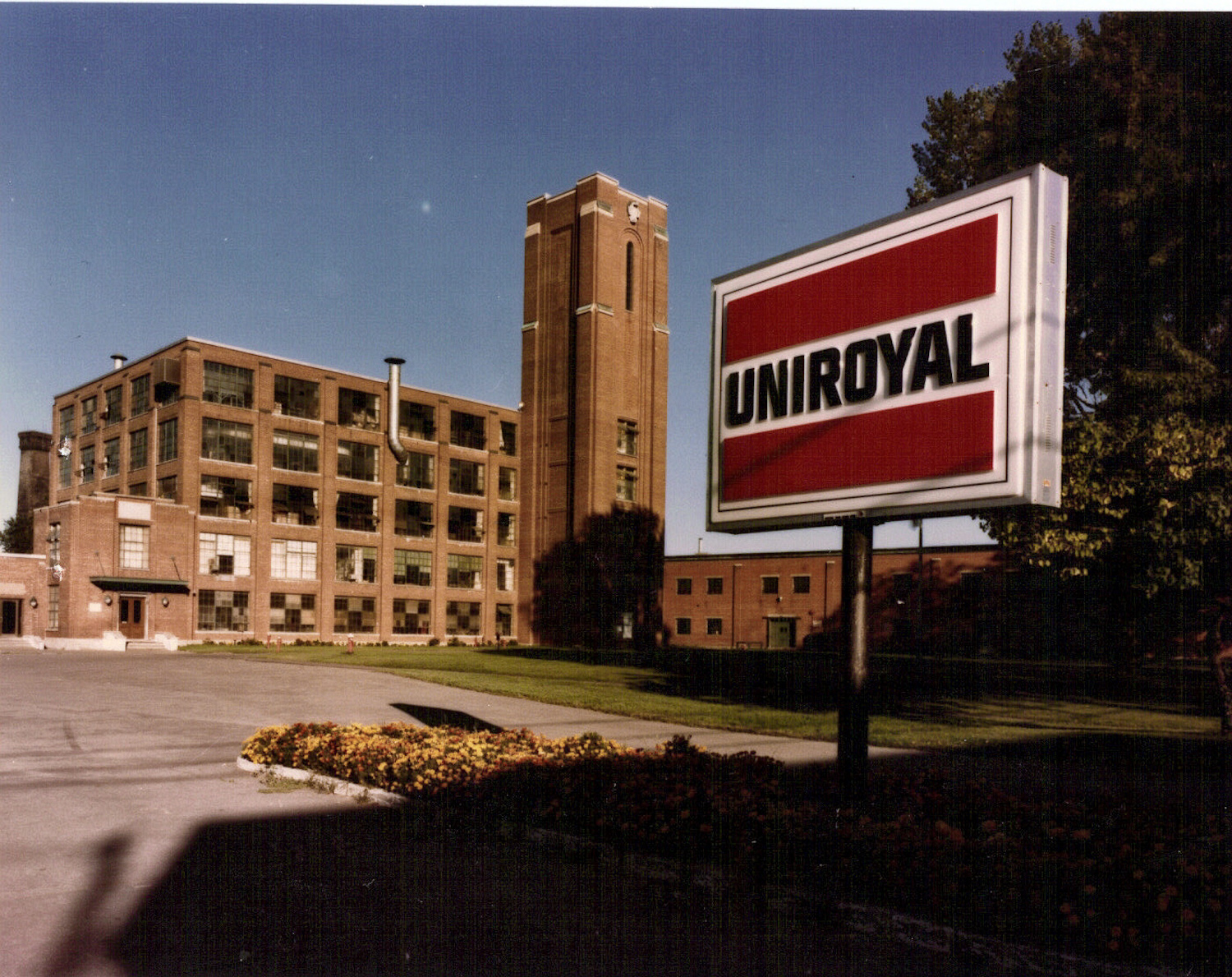
Usine Uniroyal de Saint-Jérôme en 1975, construite entre 1911-1930.

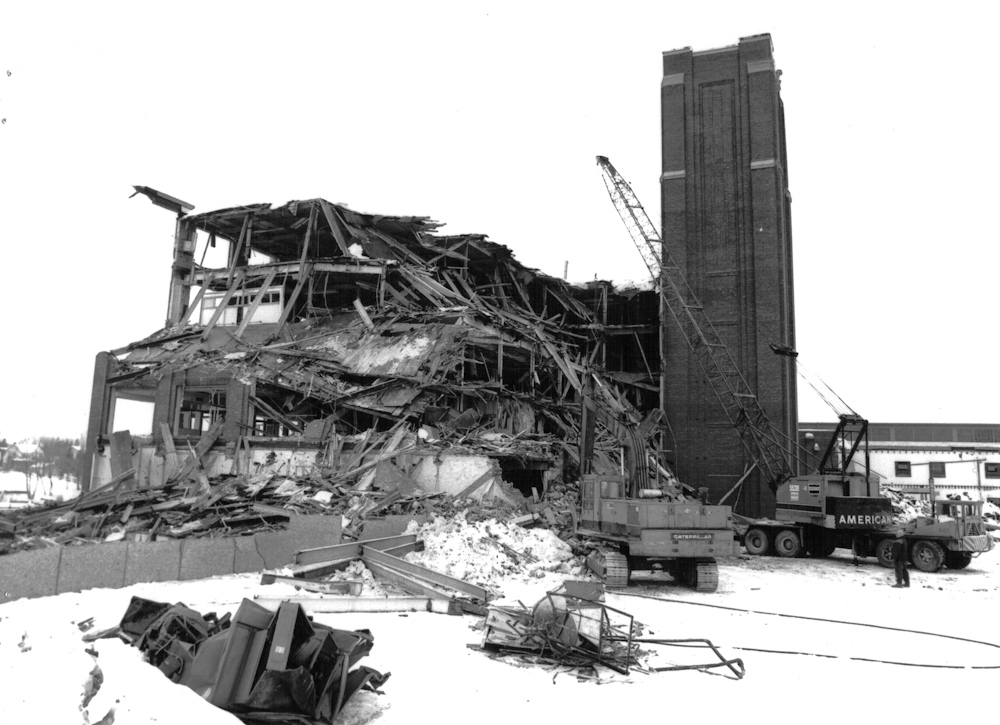
L'édifice de l'Uniroyal a été démoli en 1994.

Ancienne ville ouvrière, l'histoire de Saint-Jérôme a été marquée par celle de nombreuses industries, qui ont été surtout présentes à la fin du XIXe siècle et dans la première moitié du XXe siècle.
Une des premières industries d'importance à voir le jour à Saint-Jérôme est une pulperie située aux chutes Sanderson, rebaptisées plus tard les chutes Wilson. Fondée en 1881, la pulperie Delisle est vendue 12 ans plus tard au québécois James Crocket Wilson. Toujours propriété de la famille Wilson, la compagnie ferme ses portes en 1958. Le site qu'occupait cette usine se retrouve maintenant de la Parc régional de la Rivière-du-Nordà Saint-Jérome.
En 1911, il y eut l'installation de la première compagnie de caoutchouc pour la production de chaussures. Par une charte obtenue le 10 mai 1926, le nom de Dominion Rubber Co. Ltd., au départ donné exclusivement à l'usine de Saint-Jérôme, devint celui de toutes les usines de la Canadian Consolidated Rubber Co. Durant les années 1950, 37 000 paires de chaussures y sont produites pour le monde entier. En 1966, la compagnie change de nom pour Uniroyal Ltd. En 1968, la compagnie réoriente sa production pour les tableaux de bord d'automobile de certains modèles GM et Ford. Le 22 juin 1981, l'usine est vendue à un groupe d'affaires qui la revend, le 5 mars 1985, à la compagnie Les produits cellulaires Waterville Inc., qui devient le 30 octobre 1986  Waterville-Enoac Inc.. Celle-ci la revend à son tour, y compris le barrage, à Hydro P-1 Saint-Jérôme Inc. En 1994, la bâtisse principale est démolie.
Aujourd'hui, Saint-Jérôme compte encore de nombreuses industries sur son territoire. Fondée par Jean-Baptiste Rolland en 1882, la compagnie de papier Rolland est inscrite au patrimoine culturel du Québec.En 2014, l'entreprise est vendue à un groupe d'investisseur privé. On retrouve également l'entreprise Soucy Baron dans le domaine du caoutchouc ainsi que la Compagnie électrique Lion, ayant une expertise dans l'électrification des transports et dont le siège social est à Saint-Jérôme.
La compagnie Lion Électrique est l’une des grandes compagnies de véhicules électriques au monde. Effectivement, ils sont le premier manufacturier d’autobus scolaire fondée en Amérique du Nord au 21e siècle. Ils sont aussi le premier manufacturier d’autobus scolaire dans la grandeur du Canada depuis la fermeture de Les Entreprises Michel Corbeil en 2007. Autobus Lion est créé par deux Québécois Marc Bédard et Camile Chartrand. En 2011, ils présentent leur premier autobus électrique.
Avec les années, Saint-Jérôme est passée d'une ville ouvrière à une ville de services au niveau régional. L'ouverture de nombreux commerces aux abords de l'autoroute 15 ainsi que les institutions de santé et d'éducation qui y sont installées en témoignent. Le centre de la ville accueille aujourd'hui plusieurs services gouvernementaux ainsi que de nombreux bars et restaurants, en plus d'une microbrasserie.
En 2022, la ville de saint Jérôme a enregistré des revenus de 166,3M de dollars et a dépensé tout près de 175M de dollars, soit 174,3M. Le salaire moyen pour une personne qui habite à Saint-Jérôme est de 44k ce qui est presque dans la catégorie de faible. Beaucoup de personnes sont placées sur l’aide sociale ou sont sur le chômage dans cette ville.

## Sports
Saint-Jérôme a accueilli les Jeux du Québec durant l'hiver 1987, lesquels lui ont permis, entre autres, d'ajouter des estrades aux plateaux du centre récréatif d'éducation physique et des sports (CREPS) à l'École polyvalente Saint-Jérôme, aujourd'hui le plus grand centre sportif de la ville. En avril 2007 et 2014, Saint-Jérôme a reçu le championnat de la coupe Fred Page, finale du hockey junior de l'est du Canada, lequel réunit le champion des provinces maritimes, du Québec et de l'Ontario, en plus de l'équipe hôtesse. Elle est hôte depuis 2017 du Marathon du P'tit Train du Nord.
À Saint-Jérôme, il a déjà eu une équipe de hockey semi-professionnel durant quelques saisons. Cette équipe se nomme les Pétroliers du Nord cette équipe est très populaire auprès des admirateurs de hockey de bon calibre, mais aussi de combats et de jeux robustes. La ville de Saint-Jérôme ne voulait tout de même pas garder cette équipe dans son aréna Rivière du Nord, ils sont donc déménagés à Laval.  Maintenant il y a aussi une équipe de hockey junior AAA. Les Panthères de Saint-Jérôme, cette équipe est souvent l’une des puissances de la ligue et donc amène plusieurs spectateurs.

### Marathon du P'tit Train du Nord
| Édition                                   | Première position                     | Deuxième position                   | Troisième position                 |
| ----------------------------------------- | ------------------------------------- | ----------------------------------- | ---------------------------------- |
| 2023                                      | Ezekiel Chepkorom - 2 h 11 min 34 s   | Bernard Cheptoch - 2 h 11 min 36 s  | Henry Kiplagat - 2 h 16 min 56 s   |
| 2022                                      | Nicholas Berrouard - 2 h 32 min 36 s  | Marc-Andre Raiche - 2 h 32 min 44 s | Greg Cartmell - 2 h 34 min 07 s    |
| 2021                                      | David Savard-Gagnon - 2 h 27 min 54 s | Vincent Hoa Mai - 2 h 29 min 13 s   | Brian Putre - 2 h 33 min 14 s      |
| annulé à cause de la Pandémie de Covid-19 |                                       |                                     |                                    |
| 2019                                      | Alfred Kering - 2 h 11 min 39 s       | Benard Cheptoch - 2 h 13 min 59 s   | Sylvain Lafrance - 2 h 29 min 02 s |
| 2018                                      | Abraham Kiplimo - 2 h 14 min 19 s     | Benard Cheptoch - 2 h 16 min 28 s   | François Landry - 2 h 32 min 43 s  |
| 2017                                      | Pierre Slusarek - 2 h 37 min 58 s     | Alexi Rousseau - 2 h 44 min 43 s    | Michael Blois - 2 h 45 min 11 s    |

| Édition                                   | Première position                  | Deuxième position                  | Troisième position                       |
| ----------------------------------------- | ---------------------------------- | ---------------------------------- | ---------------------------------------- |
| 2023                                      | Ana Laura Fray - 2 h 47 min 42 s   | Lynda Gingras - 2 h 56 min 36 s    | Shannen Murray - 2 h 57 min 25 s         |
| 2022                                      | Bianca Prémont - 2 h 45 min 37 s   | Andrea Hill - 2 h 53 min 34 s      | Maude Raymond - 2 h 54 min 42 s          |
| 2021                                      | Alex Castonguay - 2 h 44 min 05 s  | Lydia Beaudette - 2 h 45 min 19 s  | Nadine Frost-Corinaldi - 2 h 45 min 36 s |
| annulé à cause de la Pandémie de Covid-19 |                                    |                                    |                                          |
| 2019                                      | Catherine Royer - 2 h 52 min 52 s  | Stephanie Sirard - 2 h 58 min 08 s | Erika Houde-Pearce - 3 h 00 min 08 s     |
| 2018                                      | Alexandra Hynes - 2 h 51 min 02 s  | Sandra McLean - 2 h 54 min 01 s    | Catherine Royer - 2 h 56 min 56 s        |
| 2017                                      | Caroline Poitras - 2 h 59 min 03 s | Karen Stacey - 3 h 04 min 28 s     | Isabelle Gervais - 3 h 06 min 41 s       |

| Édition                                   | Gagnant masculin                     | Gagnant féminin                     |
| ----------------------------------------- | ------------------------------------ | ----------------------------------- |
| 2023                                      | Maxime Leboeuf - 1 h 07 min 24 s     | Meggie Dargis - 1 h 17 min 14 s     |
| 2022                                      | Baghdad Rachem - 1 h 09 min 39 s     | Laurianne Lépine - 1 h 18 min 15 s  |
| 2021                                      | Guillaume Dupire - 1 h 08 min 24 s   | Anne-Laure Ménard - 1 h 20 min 00 s |
| annulé à cause de la Pandémie de Covid-19 |                                      |                                     |
| 2019                                      | Guillaume Dupire - 1 h 10 min 19 s   | Anne-Laure Ménard - 1 h 20 min 12 s |
| 2018                                      | Nicholas Berrouard - 1 h 10 min 08 s | Sabrina St-Gelais - 1 h 21 min 09 s |
| 2017                                      | Brian Byrne - 1 h 21 min 55 s        | Anne Rigaud - 1 h 27 min 10 s       |

### Hockey
Les Panthères de Saint-Jérôme sont une équipe de hockey junior AAA ayant vu le jour en 1990-1991, alors que la région de Laval-Laurentides accueillait cette concession. Depuis, les Panthères ont d'abord évolué à Saint-Antoine avant de déménager à l’aréna Melançon et enfin, en 2016, de s'installer à l'aréna Rivière-du-Nord, où ils évoluent aujourd'hui.
Depuis décembre 2018, l'aréna Rivière-du-Nord accueillait l'équipe des Pétroliers du Nord, de la Ligue nord-américaine de hockey (LNAH). Ces derniers ont cependant déménagé au Colisée de Laval à la saison 2019-2020.

### La fermeture de l'aréna Melançon
- Construit en 1952, l'Aréna Melançon a été le théâtre d'une variété d'événements au fil des ans, tels que des galas de lutte et de boxe, des spectacles de cirque, des compétitions de motocross et de patinage, ainsi que les exploits des Alouettes de Saint-Jérôme de la Ligue de hockey junior majeur du Québec. Les plus anciens se souviendront également des passages des Remparts de Québec, avec des figures comme Guy Lafleur, Jacques Richard et André Savard, ainsi que des Jeux du Québec qui ont eu lieu en 1987. Le maire, Marc Bourcier, a exprimé sa tristesse face à la fermeture, soulignant que, pour des raisons de sécurité et d'adéquation aux besoins actuels et futurs, la municipalité n'avait d'autre choix que de fermer définitivement cet édifice.
- Bien que la Ville de Saint-Jérôme ait sécurisé la structure du bâtiment en 2022 pour permettre une poursuite temporaire des activités, d'importants travaux de réfection sont toujours nécessaires pour mettre l'édifice aux normes, notamment la réparation de la toiture, grandement affaiblie lors d'un épisode de vents violents en mai 2022.
- Les coûts estimés à 10,5 millions de dollars pour maintenir l'intégrité du bâtiment, sans compter les frais d'exploitation élevés, ont incité la municipalité à considérer la fermeture comme la meilleure option. Selon M. Bourcier, une réfection complète pour redonner une nouvelle vie à l'aréna nécessiterait un investissement dépassant les 45 millions de dollars. La Ville a souligné son devoir de respecter la capacité de payer des contribuables et a jugé que la fermeture de l'édifice était la décision la plus judicieuse pour le moment. Le maire a rappelé que l'Aréna Melançon, bien qu'ayant atteint la fin de sa vie utile, a fièrement servi la population de Saint-Jérôme pendant 70 ans[62].

### Cheminots de Saint-Jérôme
Les équipes sportives du Cégep de Saint-Jérôme, dénommées les Cheminots, font partie de l'élite du sport collégial au Québec. Particulièrement, l'équipe de hockey féminin de calibre AA a dominé la ligue en étant déclarée championne en 2003, 2004, 2005 et 2006, avant de s'incliner en 2007 par un point devant Dawson. Elle a en plus remporté à deux reprises, pendant cette période, le Polar Bear Tournament, tournoi international disputé au Connecticut, aux États-Unis.

### Parc Multisports
Le parc Multisports est situé à l'extrémité de la rue Fillion et de la rue Ouimet, en face de l'aréna Rivière-du-Nord et près de l'École polyvalente Saint-Jérôme. En 2013 était inauguré les premiers terrains de soccer et de football synthétiques.

### Aréna Rivière-du-Nord
Situé à l'extrémité de la rue Fillion, face au parc Multispors, l'aréna Rivière-du-Nord a été financé par les villes de Saint-Jérôme, Sainte-Sophie et de Prévost. Inauguré le 27 février 2016, il a accueilli notamment les équipes de hockey des Panthères de Saint-Jérôme dès l'automne 2016 ainsi que celle des Lions de Saint-Jérôme, équipe  junior de la municipalité . L'aréna est géré par la Régie intermunicipale de l'aréna Rivière-du-Nord, réunissant les villes de Prévost, Sainte-Sophie et Saint-Jérôme.

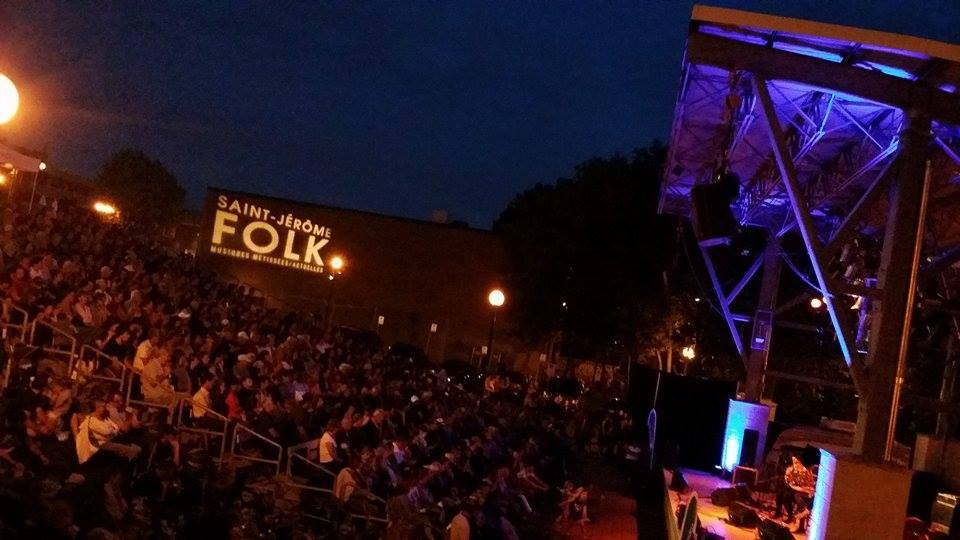
Vue de côté du Festival Saint-Jérôme Folk à l'amphithéâtre Rolland le 14 août 2015 pendant le spectacle de Richard Desjardins.

## Culture

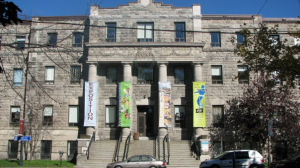
Maison de la culture Claude-Henri-Grignon (ancien palais de justice).

### Festivals
Saint-Jérôme compte plusieurs festivals à chaque année sur son territoire, tant au niveau musical qu'humoristique ou encore sur le volet communautaire. La majorité de ces événements se déroulent au centre-ville.
- Depuis 2015, le Saint-Jérôme Folk présente plusieurs artistes folk-rock au centre-ville. Le festival se donne comme mission de « mettre en valeur les auteurs-compositeurs marquants de notre époque, et les classiques de ce mouvement musical depuis ces débuts »[63]. Les spectacles sont présentés à l'amphithéâtre Rolland ainsi qu'à la nouvelle place des festivités, devant le théâtre Gilles-Vigneault.
- Les Estivales de Saint-Jérôme sont une série d'événements durant la période estivale à Saint-Jérôme. Il rassemble des artistes de renom lors des grands spectacles extérieurs au mois de juillet, ainsi qu'une tournée des différents secteurs dans les principaux parcs, proposant ainsi des activités pour les jeunes familles.
- Pour une première année en 2018 s'est déroulé le Festival Nord de Rire, s'adressant autant aux jeunes familles le jour, qu'aux plus vieux en soirée.
- Pour une première année en 2018 s'est déroulé le Festival Nord de Rire, s'adressant autant aux jeunes familles le jour, qu'aux plus vieux en soirée. Ce festival offrait des spectacles d'humour dans plusieurs bars du centre-ville de Saint-Jérôme, ainsi que sur la place des festivités[64].
- Organisé par l'organisme communautaire Le Coffret, le Festival du Monde permet aux visiteurs de découvrir les différentes cultures présentes sur le territoire des Laurentides à l'aide de spectacles, de kiosques de cuisine, ainsi que d'artisanat[65]
- Les Estivales de Saint-Jérôme offrent une série d'événements allant des grands spectacles en plein air aux activités familiales dans les parcs locaux. Le P'tit Fest du Nord, quant à lui, embrasse les arts urbains et le rap québécois, offrant une plateforme dynamique pour les artistes de la région et d'ailleurs.
- Le Festival Nord de Rire apporte une touche d'humour avec des spectacles variés dans les bars du centre-ville.
- En plus de ces festivals, la ville accueille le Festival du Monde, organisé par l'organisme communautaire Le Coffret, offrant une exploration des cultures présentes dans la région des Laurentides à travers la musique, la cuisine et l'artisanat. En plus des événements festifs, Saint-Jérôme abrite des infrastructures culturelles telles que la maison de la culture Claude-Henri-Grignon, qui comprend une bibliothèque municipale, un musée d'art contemporain, des espaces d'exposition et une salle de spectacle.
- Parmi ces festivités, la Saint-Jean-Baptiste occupe une place de choix dans le cœur des résidents.Cette fête nationale du Québec est célébrée chaque année à Saint-Jérôme, comme dans de nombreuses autres villes de la province. Les festivités comprennent souvent des défilés, des feux d'artifice, des concerts en plein air, des activités familiales et des rassemblements communautaires, tous visant à célébrer la fierté québécoise et la culture francophone.

### Infrastructures culturelles
La maison de la culture Claude-Henri-Grignon est logée dans l'ancien palais de justice de Saint-Jérôme. Bâtiment patrimonial, il est nommé en l'honneur de Claude-Henri Grignon, ancien journaliste à Saint-Jérôme, écrivain et homme politique régional. Il est entre autres l'auteur du roman Un homme et son péché, l'une des œuvres littéraires les plus connues du Canada français, histoire faisant référence à la colonisation des Laurentides à la fin du XIXe siècle. Ce bâtiment comprend la bibliothèque municipale Marie-Antoinette-Foucher, le Musée d'art contemporain des Laurentides, l'espace Claude-Henri-Grignon, la salle de spectacle Antony-Lessard ainsi que les bureaux de la Société d'histoire de la Rivière-du-Nord et du Centre d'archives de la Rivière-du-Nord.
Les bibliothèques de Saint-Jérôme comprennent au total trois points de service. En plus de celui situé à la maison de la culture, la bibliothèque Marie-Antoinette-Foucher, on compte la bibliothèque du frère-Marie-Victorin, située dans le secteur Bellefeuille, et la bibliothèque Charles-E.-Garneau, située dans le secteur Saint-Antoine.
Marie Antoinette Foucher était une figure importante dans le domaine de la bibliothéconomie au Québec. Elle a été la première directrice de la Bibliothèque municipale de Saint-Jérôme. Son dévouement pour la promotion de la lecture et de la culture a conduit à la reconnaissance de son nom dans la bibliothèque municipale Marie-Antoinette-Foucher, qui perpétue son héritage et son engagement envers l'éducation et la diffusion du savoir.
Une nouvelle salle de spectacle, le Théâtre Gilles-Vigneault, nommé en l'honneur du poète et auteur-compositeur-interprète québécois Gilles Vigneault, se situe au cœur du centre-ville de Saint-Jérôme. Elle est gérée par Diffusion en Scène et se situe à côté de la place de la Gare et de l'hôtel de Région, sur le terrain qu'occupait CIME-FM. Elle a une capacité de plus de 800 spectateurs. Son inauguration a eu lieu le 18 janvier 2018,.
La municipalité compte également une seconde salle de spectacle située sur son territoire, la salle André-Prévost. Située dans l'école polyvalente Saint-Jérôme, cet auditorium a une capacité d'accueil d'environ 800 personnes. Cette salle appartient à l'École. Avant l'inauguration du Théâtre Gilles-Vigneault, c'est à cet endroit que l'organisme Diffusion en Scène présentait ses spectacles.

#### Patrimoine

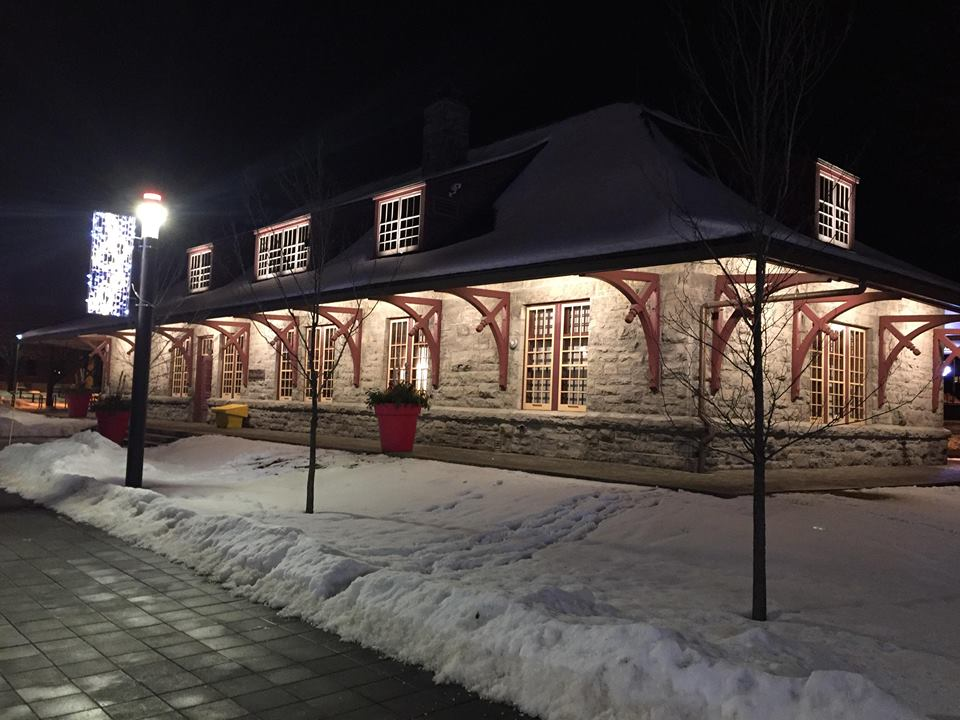
La vieille gare de Saint-Jérôme est située au cœur du centre-ville. Construite en 1897, elle fait partie du patrimoine historique jérômien.

Le chef-lieu des Laurentides compte de nombreux attraits patrimoniaux, principalement situés au centre-ville. Parmi les bâtiments patrimoniaux se retrouvent la vieille gare de Saint-Jérôme, bâtie en 1897. Non loin de là se situe l'hôtel Plouffe, autrefois connu sous le nom d'hôtel Beaulieu, le pensionnat des Saintes-Anges, aujourd'hui inclus dans le Cégep de Saint-Jérôme, l'ancien poste de police et de pompiers sur la rue Saint-Georges ainsi que la cathédrale de Saint-Jérôme. Le Vieux Palais, rebaptisé la maison de la culture Claude-Henri Grignon, est aussi un bâtiment historique. On retrouve aussi de nombreuses maisons ayant appartenu à des personnages historiques de Saint-Jérôme, tels la maison Bruno-Nantel, la maison Prévost, la maison Édouard-Marchand, la maison J.-D.-Guay, la maison Langwell et la maison C.-E.-Laflamme.

## Société

### Évêché catholique
- Diocèse de Saint-Jérôme

### Communautés religieuses catholiques
Bien qu'ayant maintenant toutes quitté la ville, plusieurs communautés religieuses ont œuvré à Saint-Jérôme : les Sœurs de la charité (Sœurs grises), les Sœurs de Sainte-Anne, les Frères des écoles chrétiennes, les Frères du Sacré-Cœur, les Sœurs du Sacré-Cœur, les Pères jésuites, les Sœurs du Bon-Conseil, les Religieuses hospitalières de Saint-Joseph et les Recluses missionnaires. 

### Lieux de culte

#### Chrétiens

##### Catholiques
- Cathédrale de Saint-Jérôme
- Église Saint-Antoine[70]
- Église Saint-Pierre[71]
- Église Notre-Dame-de-La Salette[72]

##### Protestants/évangéliques
- Assemblée chrétienne du Nord (Assemblées de la Pentecôte du Canada)[73]
- Centre chrétien L'Héritage (Assemblées de la Pentecôte du Canada)[74]
- Centre communautaire chrétien de Saint-Jérôme (Armée du salut)[75]
- Église adventiste du septième jour de Saint-Jérôme[76]
- Église chrétienne mennonite de Saint-Jérôme[77]
- Église Connexion divine[78]
- Église de la Couronne Nord (Église pentecôtiste unie internationale)[79]
- Église Ecclésia (Association des Églises baptistes évangéliques au Canada)[80]
- Église La Clairière (Église des Frères mennonites (en))[81]
- Église M (Assemblées de Dieu)[82]
- Église réformée baptiste de Saint-Jérôme (Association d'Églises réformées baptistes du Québec)[83]
- Iglesia Santidad a Jehová

##### Témoins de Jéhovah
- Salle du Royaume de Saint-Antoine[84]
- Salle du Royaume de Lafontaine[84]

#### Musulman
- Minaret du Nord[85]

### Milices
- Cadets de l'Aviation royale du Canada : Escadron 682 Laurentides
- Cadets royaux de l'Armée canadienne : Corps de cadets 743 Saint-Jérôme

### Personnalités liées
- Françoise Aubut, organiste
- Hermann Barrette, homme politique
- Julie Baumann, athlète
- Pascal Bédard, hockeyeur
- Émily Bégin, chanteuse
- Lionel Bertrand, homme politique
- Marc Bourcier, homme politique
- Michel Brûlé, écrivain
- Arthur Buies, journaliste et écrivain
- Léo Cadieux, homme politique
- Martin Camirand, homme politique
- Jean-Claude Campeau, hockeyeur
- Jean-Guy Cardinal, homme politique
- Gilles Cazabon, évêque
- Joseph-Adolphe Chapleau, homme politique
- Youri Chassin, homme politique
- Solange Chaput Rolland, femme politique
- Julien Cousineau, skieur alpin
- Jacques Couture, homme politique
- Luc Cyr, archevêque
- Yann Danis, hockeyeur
- Pierre Daviault, écrivain
- Robert Dean, homme politique
- Marcel Deschambault, homme politique
- Luc Desnoyers, homme politique
- Pierre Dionne Labelle, homme politique
- Les Denis Drolet, duo humoristique
- Jacques Duchesneau, homme politique
- Jean-René Dufort, animateur de radio et de télévision
- Maurice Dupras, homme politique
- Paul-André Forget, homme politique
- Rhéal Fortin, homme politique
- Émilien Frenette, évêque
- Mathieu Gaudet, musicien
- Bertrand Gervais, écrivain
- Pascal Gingras, musicien
- Lionel Giroux dit Little Beaver, lutteur
- Jacques Grand’Maison, sociologue
- Monique Guay, femme politique
- Germaine Guèvremont, écrivaine
- Denis Hardy, homme politique
- Jonathan Huberdeau, hockeyeur
- Bernard Hubert, évêque
- Conrad Kirouac dit frère Marie-Victorin, botaniste
- Antoine Labelle, curé et colonisateur
- Stéphane Lafleur, cinématographe et musicien
- Louis-Hippolyte La Fontaine, homme politique
- Mirelle Lagacé, musicienne
- Georges Lalande, homme politique
- Pierre Lalonde, chanteur et animateur de télévision
- Nicolas-Eustache Lambert Dumont, seigneur
- Joseph-Octave Latour, homme politique
- Serge Laurin, historien
- Stephan Lebeau et Patrick Lebeau, hockeyeurs
- Guillaume Lemay-Thivierge, acteur
- Robert Leroux, sociologue
- Dominic Léveillé, hockeyeur
- Jacques Locas, hockeyeur
- Janis Locas, écrivaine
- Pierre Marsan, homme politique
- François Martineau, homme politique
- Gaston Miron, poète
- Casimir de Montigny, homme politique
- Louvigny de Montigny, écrivain
- Pierre Morissette, évêque
- Hubert Murray, homme politique
- Antonia Nantel, mécène
- Antonin Nantel, écrivain
- Guillaume-Alphonse Nantel, homme politique
- Maréchal Nantel, historien
- Wilfrid-Bruno Nantel, homme politique
- Daniel Paillé, homme politique
- Lucie Papineau, femme politique
- Bernard Parent, homme politique
- Pierre Karl Péladeau, homme d'affaires et homme politique
- Raymond Poisson, évêque
- Eugène Prévost, prêtre
- Jean Prévost, homme politique
- Jules-Édouard Prévost, homme politique
- Wilfrid Prévost, homme politique
- Jérôme Proulx, homme politique
- Olivier Proulx, hockeyeur
- Philippe Prud'homme, pianiste
- Édouard Rinfret, homme politique et juge
- Thibaudeau Rinfret, juge
- Gédéon Rochon, homme politique
- Gilles Robert, homme politique
- Alain Robidoux, joueur de snooker
- Jean-Baptiste Rolland, industriel
- Zoël Saindon, homme politique
- Georges-Henri Smith, homme politique
- Gilles Taillon, homme politique
- Jason Tessier, hockeyeur
- Marc-André Thinel et Sébastien Thinel, hockeyeurs
- Georges Thurston dit Boule Noire, musicien
- Guy Turcotte, meurtrier
- Charles-Omer Valois, évêque
- James Crocket Wilson, industriel